# Ragadia crohonica
Ragadia crohonica är en fjärilsart som beskrevs av Semper 1886. Ragadia crohonica ingår i släktet Ragadia och familjen praktfjärilar. Inga underarter finns listade.